# Mesha Mainor
Mesha K. Mainor (Atlanta, Georgia, 17 de mayo de 1975) es una fisioterapeuta y política estadounidense. Afiliada al Partido Republicano, desde 2021 se desempeña como miembro de la Cámara de Representantes de Georgia por el distrito 56.

## Primeros años y educación
Mainor se graduó de la escuela secundaria Benjamin Elijah Mays. Obtuvo una maestría en fisioterapia en la Universidad Howard en 1999.
Después de terminar un año en un programa de grado de Doctorado en Filosofía en Servicios Humanos en la Universidad Capella, cambió su plan de estudios para centrarse en la estrategia, el liderazgo y las teorías de implementación en la gestión de activos de partes interesadas públicas y privadas. Es candidata a Doctora en Administración de Empresas en la Northcentral University. Su trabajo de tesis se centra en la ética, la diversidad, la preparación para crisis, el liderazgo transformacional, la innovación disruptiva y la sostenibilidad corporativa.

## Carrera
Mainor comenzó su carrera política en Washington D. C. trabajando con el congresista John Lewis. Mientras que más tarde trabajó en la Agencia de los Estados Unidos para el Desarrollo Internacional en la división de Salud Global.
En 2000, comenzó a trabajar en los Centros para el Control y Prevención de Enfermedades como redactora de discursos y analista de investigación para la Cirujana General Adjunta Helene Gayle. En este cargo, fue responsable de presentaciones de salud pública nacionales y extranjeras, testimonios legislativos, producciones de cine y radio, y artículos de revistas en coautoría.
En Atlanta, ha servido a la comunidad de fisioterapia en puestos de liderazgo en Emory Healthcare y Children's Hospital of Atlanta. También fundó y registró la Junior Business League, un programa para enseñar a los niños el espíritu empresarial y la defensa.
Mainor anunció que abandonaría el Partido Demócrata para afiliarse al Partido Republicano el 11 de julio de 2023. Ella dijo al respecto:

[...] Hoy tomé la decisión de dejar el Partido Demócrata. Represento a un distrito azul en la ciudad de Atlanta, por lo que esta no fue una decisión política para mí. Era una moral. Nunca me disculparé por ser una mujer negra con ideas propias.

## Vida personal
Mainor tiene dos hijas. Ella es miembro activo de una iglesia bautista en su comunidad.

## Resultados electorales

### Cámara de Representantes de Georgia
|  | 100 % |

|  | 100 % |

|  | 16.13 % |